# Davide Toneatti
Davide Toneatti (* 9. April 2001 in Tolmezzo) ist ein italienischer Radrennfahrer, der im Straßenradsport aktiv ist.

## Sportliche Laufbahn
Seine Karriere im Radsport begann Toneatti im Gelände mit Cyclocross und Cross-Country. In beiden Disziplinen stand er als Junior und in der U23 auf dem Podium der nationalen Meisterschaften und war bei kleineren Rennen erfolgreich. Bis einschließlich der U23 startete er regelmäßig im Weltcup und bei internationalen Meisterschaften. In der Cyclocross-Saison 2021/22 erzielte erste Siege in der Elite bei kleineren Rennen. Bei den Cyclocross-Weltmeisterschaften 2022 gewann er mit dem italienischen Team den Demonstrations-Wettbewerb in der Mixed-Staffel.
2022 wurde Toneatti Mitglied im Astana Qazaqstan Development Team und trat erstmals international im Straßenradsport in Erscheinung. Hervorzuheben ist der dritte Gesamtrang beim Giro della Regione Friuli Venezia Giulia. In der Cyclocross-Saison 2022/23 war vorerst das letzte Mal im Cyclocross aktiv. Dabei gewann er nochmals zwei kleinere Rennen in Italien. Bei den Cyclocross-Europameisterschaften 2022 verpasster er in der U23 als Vierter nur knapp die Medaillenränge. Nach einer Saison 2023 ohne nennenswerte Ergebnisse gewann Toneatti 2024 mit der zweiten Etappe von Belgrad-Banja Luka sein erstes internationales Rennen auf der Straße. Die Rumänien-Rundfahrt 2024 beendete er als Zweiter der Gesamtwertung, nach Streichung des Gesamtersten Ilchan Dostijew aufgrund Dopings wird Toneatti als Gesamtsieger der Rundfahrt geführt.
Zur Saison 2025 wurde Toneatti in das UCI WorldTeam von XDS Astana übernommen.

## Erfolge
2022
- Italienischer Cyclocross-Meister (U23)

2024
- eine Etappe Belgrad-Banja Luka
- Gesamtwertung Turul Romaniei